# 盧卡斯·曼德斯
盧卡斯·曼德斯（葡萄牙語：Lucas Mendes，1990年7月3日—）巴西裔卡塔爾足球運動員，現效力卡塔爾星級足球聯賽球隊艾華卡拉，卡塔爾國家足球隊成員。

## 榮譽
科里蒂巴
- 巴西巴拉那州聯賽冠軍 : 2008, 2010, 2011, 2012
- 巴西足球乙級聯賽冠軍 : 2010[3]

卡塔爾國家隊
- 亞足聯亞洲杯冠軍 : 2023

## 外部連結
transfer to Marseille （法語）